# 約翰·凡·涅斯特·打馬字
約翰·凡·涅斯特·打馬字（英語：Rev. John Van Nest Talmage，1819年8月18日—1892年8月19日），廈門人俗稱他為打馬字牧師，為美國歸正會牧師。畢生傳教於中國廈門一帶。

## 生平
1819年生於美國紐澤西州索摩維爾，1842年夏天畢業於拉特格斯大學，1845年畢業於紐澤西州紐布倫瑞克神學院（New Brunswick Theological Seminary）；同年10月申請到海外傳教，1846年受按立為牧師。1847年受美國亞比絲喜美總會（美國公理會；ABCFM）派任到中國傳教，1847年4月10日離開索摩維爾，同年8月19日搭乘縱帆船卡羅萊號（Caroline）由香港抵達廈門。
1889年夏天打馬字牧師退休，偕其夫人搭乘阿拉伯號（Arabia）汽輪回美國。於1892年在美國紐澤西州包恩溪（Bound Brook, New Jersey）蒙主寵召，享壽73歲。

## 傳教活動
打馬字牧師由美國歸正會派到中國福建省南部廈門一帶來傳教有42年之久，時間從1847年到1890年。除傳教外，打馬字牧師並大量譯著聖經及其相關之書籍資料為廈門音白話字，以助推展教務之活動。其時在廈門亦有美國歸正會、倫敦傳教社、英國長老會等傳教組織，且合作從事廈門音白話字的發展工作。

## 家族
其弟湯姆·狄·維特·打馬字亦是一位牧師，並曾擔任過歸正會秘書。而他們的家族早年是隨著新教教會從荷蘭移民到北美洲來。

## 打馬字牧師著作
1. Tn̂g-oē Hoan-jī Chho͘-ha̍k（唐話番字初學，1852年）：一本早期的白話字教科書，也是閩南語拉丁字母的正字法學習教材。
2. Thian Lo Lèk thêng（天路歷程(卷一)，1853年）。
3. Lo-tek ê chheh（路得記(20頁)，1853年）。
4. Ióng Sim Sin Si（養心神詩(25首)，1859年）。
5. Yêw t'a e t'e t'oô（猶太地區地圖「Map of Judea」，1861年）。
6. 譯《路加福音傳》（1866年）
7. 譯《約翰書信》（1870年）
8. 譯《加拉太書》、《腓立比書》、《歌羅西書》（1871年）
9. 譯《馬太福音傳》（1872年）
10. E-mng Im ê Jī-tián（廈門音个字典，1894年）：是打馬字牧師依《唐話番字初學》進一步使用白話字註記編排的字典，書名亦用白話字書寫。
11. Forty Years in China（在中國傳教40年，1894年，英文本）：由(Rev. Fagg)所著"打馬字牧師傳記"。

## 參閱
- 再洗禮派
- 喀爾文主義

## 外部連結
- Forty Years in South China（1894）打馬字牧師傳記（英文）
- Virtual American Biographies （页面存档备份，存于）（英文）
- John Van Nest Talmage的作品  - 古騰堡計劃（英文）
- 賴永祥講書--打馬字牧師在華南四十年 （页面存档备份，存于）